# 濱将乃介
- 浜将乃介

濱 将乃介（はま しょうのすけ、2000年5月3日 - ）は、大阪府大阪市住吉区出身のプロ野球選手（内野手、外野手）。右投左打。中日ドラゴンズ所属。

## 経歴

### プロ入り前
幼少期から運動能力が高く、3歳の頃には補助輪なしで自転車に乗れた。父親の影響で幼稚園の年中からキャッチボールを始め、5歳で軟式野球チームの住吉フレンドに入る。小学生時代は試合のある野球を優先しながらも、好奇心の旺盛さからテニス、サッカー、水泳、ボクシング、空手を習っていた時期もあった。小学生時代のポジションは投手と捕手。中学校時代は枚方ボーイズに所属後、2年からは大阪福島リトルシニアに所属。このときのポジションは投手と外野手。枚方ボーイズでの同期には藤原恭太、小園海斗、大阪福島リトルシニアでの同期には増田陸、野村大樹らがいた。2016年2月14日放送の『ビートたけしのスポーツ大将2016』（テレビ朝日）に天才投手の1人として出演し、両投げを披露。プロ野球選手と対戦し、福留孝介を打ち取るも、和田一浩にはヒットを打たれた。両投げは父からの勧めで体のバランスを整えるために小学3年生から続けていたものだった。
高校は山梨県の東海大学付属甲府高等学校に進学。1年秋から試合に出場していたが、地元関西との風土の違いが馴染めなかったという。3年生から本格的に野手に転向し、夏の県大会では14打数7安打4打点の活躍で準決勝まで進むが、帝京第三高校に敗れ甲子園出場は叶わなかった。プロ志望届を提出したものの、NPBドラフト会議では指名されなかった。最短でのドラフト指名を目指すため、大学進学や社会人野球入りはせず、独立リーグ球団の入団を目指す。2018年11月に実施された四国アイランドリーグplusとベースボール・チャレンジ・リーグの合同トライアウトで、高知ファイティングドッグスから特別合格を得た。

### 四国IL・高知時代
2019年、高知では高卒1年目ながら中軸を任され、開幕戦では3番で起用された。夏場から調子を落としながらも最終的に62試合に出場し、203打数52安打で打率.256を記録。また、同年は6月からの北米独立リーグ・カナディアン・アメリカン・リーグ派遣メンバーに選出されており、同リーグでは15試合に出場し、打率.317（41打数13安打）を記録した。
2020年は6月23日の対香川オリーブガイナーズ戦（レクザムスタジアム）でアイランドリーグ初本塁打となる2点本塁打を放った。この1本以降、本塁打は記録できなかったが、前年より出場試合数を増やし、70試合に出場。リーグ6位の23打点を記録した。このシーズンより監督に就任した吉田豊彦の指導で体力増強に励んだ。オフには中学時代の友人である野村大樹との繋がりで、約1か月間、NPB選手たちの自主トレーニングにも参加した。
2021年は、前年から取り組んだトレーニングが奏功して体力面が向上し、夏場でも調子を落としにくくなる。また、定岡智秋コーチの指導の下、打率を向上させ、福岡ソフトバンクホークス三軍との交流戦では甲斐野央から安打を記録した。最終的にリーグ2位の安打と打点を記録。前年まで通算1本だった本塁打も同年だけで5本打った。この年、初めてNPB1球団から調査書が届くもドラフト指名はされず、シーズン終了後の10月19日、高知からの退団が発表された。

### NOL・福井時代
2022年1月13日、日本海オセアンリーグの福井ネクサスエレファンツに入団することが発表された。開幕時点のロースターでは内野手として登録されている。福井への移籍は、大学に進学した同期選手と次のNPBドラフト会議でバッティングすることから、彼らに負けないために環境を変えようと選択したものである。福井ではゼネラルマネージャーの西村徳文の指導で、従来以上に走塁に取り組み、開幕8試合で6盗塁を記録している。自身の希望で当初は遊撃手を担ったが、6月29日以降は中堅手に就いている。7月19日に開催されたリーグのオールスター戦では投手として8回裏に打者1人と対戦、球速は最高149km/hを記録した。2022年の盗塁数は、8月28日終了時点で26となり、2位の選手に10個の差を付けていた。最終的に37盗塁を記録して、リーグの初代盗塁王タイトルを獲得した。さらに、リーグ専用アプリのプレミアム利用者投票による年間MVP、および遊撃手のベストナインにも選出された。当時のチームメイトに秋吉亮がいる。
NPB8球団から調査書が届き、阪神タイガースが隠し玉として濱をリストアップしているとサンケイスポーツで報じられる中、10月20日のNPBドラフト会議では中日ドラゴンズから5位指名を受けた。日本海オセアンリーグ初のNPBドラフト指名選手となり、同年のドラフト会議では、支配下登録枠指名を受けた唯一の独立リーグ選手であった。また、日本独立リーグ野球機構に加盟していない独立球団からのドラフト指名は2017年度の田中耀飛以来。前身球団を含め、福井球団からのドラフト指名は2012年度の森本将太以来、実に10年ぶりだったが、同月31日に球団の同年限りの活動休止が発表されたため、同球団最後のドラフト指名者ともなった。11月15日に契約金3500万円、年俸720万円で仮契約を結んだ。背番号は独立リーグ時代から引き続き37。

### 中日時代
2023年は開幕から二軍でのスターティングメンバーに名を連ね、内野手登録で三塁手、遊撃手、外野手などとして起用された。チーム2位の88試合に出場するも、チームトップの70三振を喫し、打率.205、1本塁打、13打点、6盗塁の打撃成績で、一軍戦の出場はなかった。ハムストリングや足首の怪我による離脱もあり、秋季練習にはリハビリ組で参加していたが、10月15日よりみやざきフェニックス・リーグに合流した。契約更改交渉では47万円減の推定年俸673万円でサインした。11月25日から12月17日にかけては、台湾で開催された2023アジア・ウインターリーグ・ベースボールにNPB WHITE（白）の一員として参加した。
2024年からは、守備位置の登録が内野手から外野手に変更された。怪我による離脱はなく1年間プレーし、二軍で積極的に起用されて99試合に出場した。夏場に調子を落としながらも打率.250、0本塁打、23打点、14盗塁の打撃成績を残したが、この年も一度も一軍に昇格することができなかった。オフはみやざきフェニックス・リーグに参加した。契約更改交渉では23万円減の推定年俸650万円でサインした。
2025年の年明けは出身高校が同じ高橋周平と沖縄で自主トレを行い、春季キャンプは一軍で過ごした。5月6日にNPB3年目で初めて出場選手登録され、18日の対読売ジャイアンツ戦（東京ドーム）、3点リードの9回に代打で一軍初出場を果たした。相手投手・平内龍太のグラブをはじく痛烈な当たりを放ち、一塁へヘッドスライディングしたものの、記録は二ゴロで、監督の井上一樹からリクエストも要求されたが、判定は覆らなかった。守備から途中出場した20日の対横浜DeNAベイスターズ戦（横浜スタジアム）で一軍での2打席目を迎えると、アンソニー・ケイから右前への適時打を放ち、初安打で初打点を記録した。この2試合の出場のみで、24日に登録を抹消された。

## 選手としての特徴
50m走は5秒9の脚力を持つ。バッティングに重きを置いており、どの方向にでも長打が打てるバットコントロールを売りとし、速球に強い。高知ファイティングドッグスの監督である吉田豊彦は守備に対しての集中力を欠いている点や、スランプ時に考えすぎる点、三振する際はいつも同じパターンである点を指摘しつつも濱の素材を評価している。福井移籍後は打席での落ち着きが生まれ、四球を増やして三振を減らし、選球眼にも優れるようになった。また、高校時代にすでにウエイトトレーニングのデッドリフトで210kgを持ち上げられる筋力を持ち、2022年の時点では250kgまで向上したほか、遠投でも125mを記録するなど、強い体幹を持つ。中日ドラゴンズの監督である立浪和義は「素晴らしい肩を持っているので、そこを期待して獲得した」と評価している。
ポジションは小学時代は投手と捕手、中学時代は投手。高校時代は投手と内野手から始まって、2年生以降は外野手。高知での3年間も遠投125mの強肩を活かして外野を守ったが、福井では自身の希望でシーズン途中まで遊撃手のポジションを守った。これは守れるレパートリーを増やしたいという考えによるものだったが、福井ネクサスエレファンツのゼネラルマネージャーである西村徳文は濱の強肩に惚れ込み、シーズン途中から外野に戻っている。前記の通り、2022年は遊撃手のポジションでベストナインに選出された。中日の新入団会見では内野手として勝負する旨を語っていたが、初年度の2023年シーズン終了後の秋季練習で監督の立浪和義から直接外野手へのコンバートを提案され、同年のフェニックス・リーグから外野手に専念している。濱は「内野より外野の方が自信あったので、自信がある方で勝負したいと思っていた」と意見を翻している。

## 人物
「将乃介」という名前は、父親がプロゴルファー・尾崎将司と歌手の山崎まさよし（本名が将義）のファンだったことから「将」の字が付けられ、母親が3文字の方がバランスがいいと考慮して「乃介」が付けられたもの。
目標とする選手は糸井嘉男。

## 詳細情報

### 記録

#### NPB
初記録
- 初出場・初打席：2025年5月18日、対読売ジャイアンツ8回戦（東京ドーム）、9回表に清水達也の代打で出場、平内龍太から二ゴロ[45]
- 初安打・初打点：2025年5月20日、対横浜DeNAベイスターズ9回戦（横浜スタジアム）、7回表にアンソニー・ケイから右前適時打[46][47]

### 独立リーグでの打撃成績
| 年 度    | 球 団    | 試 合 | 打 席 | 打 数 | 得 点 | 安 打 | 二 塁 打 | 三 塁 打 | 本 塁 打 | 塁 打 | 打 点 | 盗 塁 | 盗 塁 死 | 犠 打 | 犠 飛 | 四 球 | 敬 遠 | 死 球 | 三 振 | 併 殺 打 | 打 率 | 出 塁 率 | 長 打 率 | O P S |
| -------- | -------- | ----- | ----- | ----- | ----- | ----- | -------- | -------- | -------- | ----- | ----- | ----- | -------- | ----- | ----- | ----- | ----- | ----- | ----- | -------- | ----- | -------- | -------- | ----- |
| 2019     | 高知     | 62    | 222   | 203   | 20    | 52    | 2        | 4        | 0        | 62    | 17    | 5     | 5        | 1     | 2     | 13    | -     | 3     | 48    | 0        | .256  | .308     | .305     | .613  |
| 2020     | 高知     | 70    | 262   | 233   | 28    | 60    | 10       | 2        | 1        | 77    | 23    | 4     | 1        | 6     | 1     | 17    | -     | 5     | 61    | 1        | .258  | .320     | .330     | .651  |
| 2021     | 高知     | 67    | 269   | 250   | 36    | 73    | 9        | 6        | 5        | 109   | 40    | 10    | 4        | 0     | 1     | 17    | -     | 1     | 55    | 1        | .292  | .338     | .436     | .774  |
| 2022     | 福井     | 58    | 263   | 213   | -     | 67    | 16       | 5        | 6        | 111   | 36    | 37    | 11       | 1     | 1     | 43    | -     | 5     | 25    | 1        | .315  | .439     | .521     | .960  |
| IL：3年  | IL：3年  | 199   | 753   | 686   | 84    | 185   | 21       | 12       | 6        | 248   | 80    | 19    | 10       | 7     | 4     | 47    | -     | 9     | 164   | 2        | .270  | .323     | .359     | .682  |
| NOL：1年 | NOL：1年 | 58    | 263   | 213   | -     | 67    | 16       | 5        | 6        | 111   | 36    | 37    | 11       | 1     | 1     | 43    | -     | 5     | 25    | 1        | .315  | .439     | .521     | .960  |

- 太字はリーグ最高

### 独立リーグでのタイトル・表彰

#### タイトル
- 盗塁王：1回（2022年）

#### 表彰
- 年間MVP：1回（2022年）
- ベストナイン：1回（遊撃手部門：2022年）

### 背番号
- 37（2019年[32] - ）